# Градус чорного Місяця
«Градус чорного Місяця» — український повнометражний художній фільм 1992 року режисера Наталії Кіракозової, знятий за мотивами роману Юрія Смолича «Господарство доктора Гальванеску».

## Опис
Молода журналістка, донька відомого вченого, намагається розкрити таємницю зникнення знаменитого доктора — трансплантолога Гематоса, роботами якого захоплювався її батько…

## Головні ролі
- Регімантас Адомайтіс — Владислав Пупков
- Анастасія Пожидаєва — Олена Бліннікова
- Єгор Грамматіков
- Катерина Дурова
- Кирило Дубровицький
- Альберт Філозов
- Володимир Єршов
- Марія Гангус
- Тетяна Каширіна
- В епізодах: В. Москаленко, М. Воронков, В. Сердюков, Г. Паньолі, Антон Гойда, Т. Дуганов

## Знімальна група
- Сценарист: Анастасія Пожидаєва
- Режисер-постановник: Наталія Кіракозова
- Оператор-постановник: Ігор Мамай
- Художник-постановник та художник по костюмах: Емма Беглярова
- Композитор: Вадим Храпачов
- Звукооператор: Володимир Сулімов
- Монтаж: В. Ареф'євої
- Режисер: Т. Каширіна
- Оператор: Н. Красненко
- Художник по гриму: О. Маслова
- Асистент режисера: Г.Прісич
- Асистенти оператора: С.Голубєва, Ю.Кравчишин
- Асистент по костюмах: Л.Литвиненко
- Асистент художника: О.Донченко
- Комбіновані зйомки:
  - оператор: Микола Шабаєв
  - художник: Михайло Полунін
- Постановник трюків А.Грошевой
- Виконавці трюків: А.Кулішенко, В.Ткаченко, С.Александров, О.Ягольницький.
- Майстер світлотехніки: О. Ценяк
- Установник кольору: В. Ляшенко
- Редактор: Марина Меднікова
- Адміністративна група: В.Сергієнко, О.Ковальчук, І.Мацела, Н.Лакушова.
- Директор фільму: Алла Титова